# ARM Papaloapan (A-411)
El ARM Papaloapan (A-411) es un buque de desembarco de tanques, líder de la clase Newport que sirve en la Armada de México desde 2001. Previamente, estuvo en la Armada de los Estados Unidos entre 1969 y 2001 como USS Newport (LST-1179).

## Construcción y características

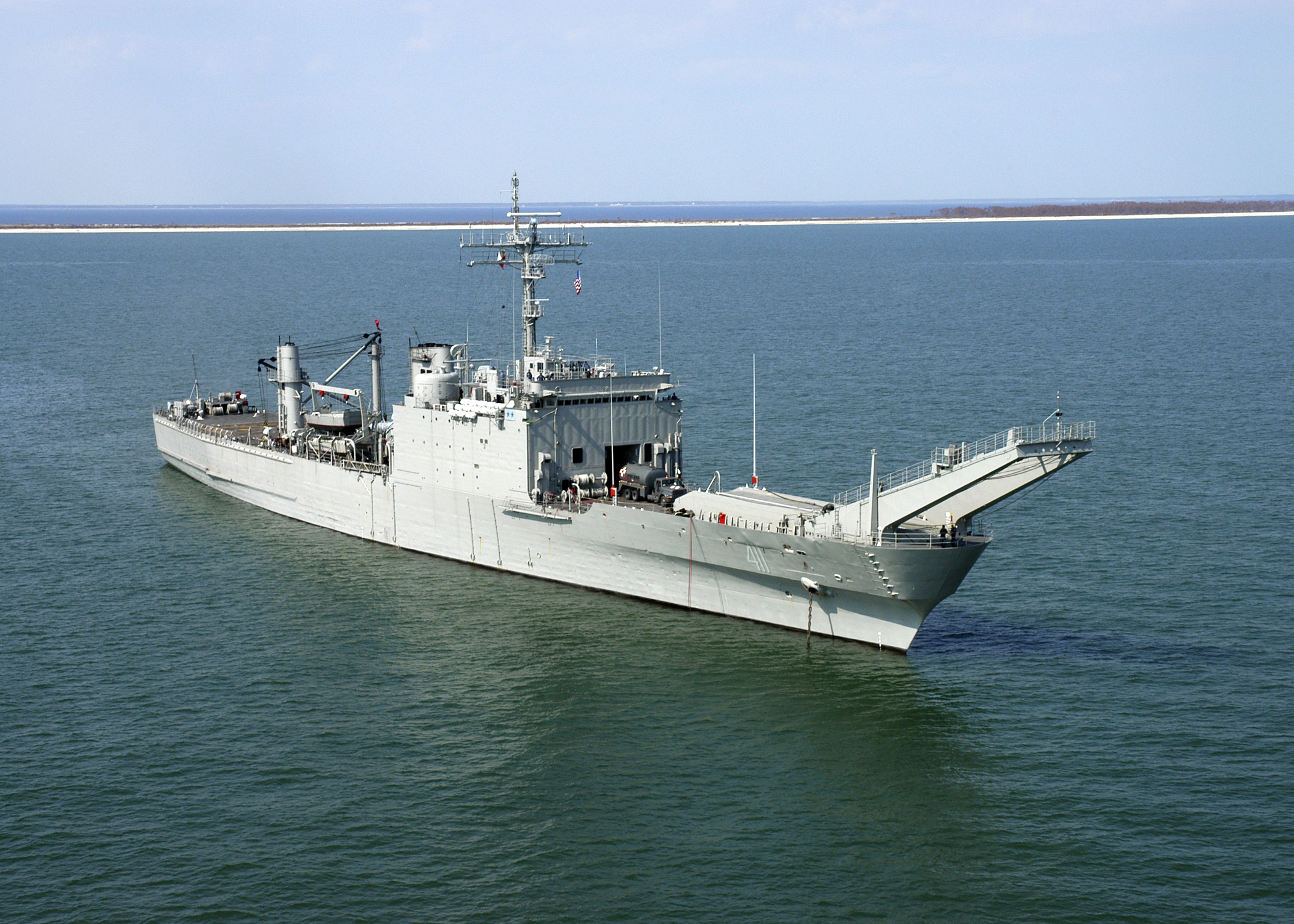
ARM Papaloapan (A-411)

El USS Newport fue construido por el Philadelphia Naval Shipyard, en Filadelfia, Pensilvania. La puesta de quilla fue el 1 de noviembre de 1966, la botadura el 3 de febrero de 1968 y la entrada al servicio el 7 de junio de 1969. Era la primera unidad de la clase Newport, de la que posteriormente se construyeron 19 unidades.
Su desplazamiento es de 8450 t a plena carga. Su eslora mide 159,2 m, su manga 21,2 m y su calado 5,3 m. Tiene una propulsión compuesta por seis motores diésel General Motors de 16 000 bhp. El buque puede desarrollar una velocidad de 20 nudos. Tiene una capacidad de 420 tropas y puede navegar más de 2500 mn en velocidad crucero. Como defensa, carga cuatro cañones Mk-33 de calibre 76 mm distribuidos en dos torres.

## Servicio
Durante su servicio en la Armada de los Estados Unidos, estuvo asignado al Escuadrón Anfibio 8.
Estados Unidos quitó del servicio al Newport el 1 de octubre de 1992 y vendió el buque a México el 23 de mayo de 2001, en el marco del Programa de Asistencia Militar. Antes de esta transferencia, el buque recibió un mantenimiento en el Naval Inactive Ship Maintenance Facility en Portsmouth, Virginia.